# Diego Alves
Diego Alves Carreira (n. 24 iunie 1985, Rio de Janeiro), cunoscut sub numele de Diego Alves, este un fotbalist brazilian care joacă pentru Celta de Vigo, în La Liga, pe postul de portar.

## Statistici

### Club
La 19 octombrie 2017.
| Club             | Sezon         | Campionat | Campionat | Cupă    | Cupă   | Europa  | Europa | Altele  | Altele | Total   | Total  |
| Club             | Sezon         | Meciuri   | Goluri    | Meciuri | Goluri | Meciuri | Goluri | Meciuri | Goluri | Meciuri | Goluri |
| ---------------- | ------------- | --------- | --------- | ------- | ------ | ------- | ------ | ------- | ------ | ------- | ------ |
| Atlético Mineiro | 2005          | 1         | 0         | 0       | 0      | —       | —      | 2       | 0      | 3       | 0      |
| Atlético Mineiro | 2006          | 24        | 0         | 0       | 0      | —       | —      | 0       | 0      | 24      | 0      |
| Atlético Mineiro | 2007          | 13        | 0         | 7       | 0      | —       | —      | 14      | 0      | 34      | 0      |
| Atlético Mineiro | Total         | 38        | 0         | 7       | 0      | —       | —      | 16      | 0      | 61      | 0      |
| Almería          | 2007–08       | 22        | 0         | 0       | 0      | —       | —      | —       | —      | 22      | 0      |
| Almería          | 2008–09       | 31        | 0         | 0       | 0      | —       | —      | —       | —      | 31      | 0      |
| Almería          | 2009–10       | 37        | 0         | 0       | 0      | —       | —      | —       | —      | 37      | 0      |
| Almería          | 2010–11       | 33        | 0         | 0       | 0      | —       | —      | —       | —      | 33      | 0      |
| Almería          | Total         | 123       | 0         | 0       | 0      | —       | —      | —       | —      | 123     | 0      |
| Valencia         | 2011–12       | 12        | 0         | 6       | 0      | 12      | 0      | —       | —      | 30      | 0      |
| Valencia         | 2012–13       | 24        | 0         | 1       | 0      | 2       | 0      | —       | —      | 27      | 0      |
| Valencia         | 2013–14       | 27        | 0         | 1       | 0      | 7       | 0      | —       | —      | 35      | 0      |
| Valencia         | 2014–15       | 37        | 0         | 0       | 0      | —       | —      | —       | —      | 37      | 0      |
| Valencia         | 2015–16       | 13        | 0         | 0       | 0      | 0       | 0      | —       | —      | 13      | 0      |
| Valencia         | Total         | 113       | 0         | 8       | 0      | 21      | 0      | —       | —      | 142     | 0      |
| Flamengo         | 2017          | 12        | 0         | —       | —      | 2       | 0      | —       | —      | 14      | 0      |
| Flamengo         | Total         | 12        | 0         | 0       | 0      | 2       | 0      | —       | —      | 14      | 0      |
| Total carieră    | Total carieră | 279       | 0         | 15      | 0      | 22      | 0      | 16      | 0      | 332     | 0      |

1. ↑  Matches played in Brazilian State Leagues